# Dejta (TV-serie)
Dejta är en svensk dramaserie med premiär på SVT och SVT Play den 24 februari 2020. Första säsongen består av 8 avsnitt. Sara Kadefors har skrivit seriens manus Jens Sjögren regisserar fem avsnitt och Rojda Sekersöz tre. Producenter för serien är Frida Bargo och Fredrik Heinig.
Serien är fritt baserad på den finska förlagan Klikkaa mua av Johanna Vuoksenmaa som mellan 2011 och 2014 sändes i totalt 24 avsnitt fördelat på två säsonger.

## Handling
Serien handlar om Ella. Ella är en ensamstående mamma på 43 år, som har tre barn med två olika män och som aldrig har tänkt tanken på att dejta. Men När Ella ändå skapar en profil på en dejtingsajt öppnas dörren till en helt ny värld. Med en 15-årig dotter är Ellas dejtande inte helt oproblematiskt.

## Rollista (i urval)
| - Maria Sundbom – Ella - Richard Ulfsäter – Karl - Lars Bringås – Rickard - Emelie Garbers – Anna - Stefan Gödicke – Lasse - Henrik Johansson – Marko | - Peshang Rad – Arvin - Bahareh Razekh Ahmadi – Nilo - Nova Waldfogel – Siri - Emma Comstedt - Hedvig - Henry Thörnwall Taube - Noa - Christopher Wollter – David - Klara Zimmergren – Monica - Oméya Lundqvist-Simbizi - Agnes |